# Tripodichthys angustifrons
Tripodichthys angustifrons är en fiskart som först beskrevs av Hollard 1854.  Tripodichthys angustifrons ingår i släktet Tripodichthys och familjen Triacanthidae. Inga underarter finns listade i Catalogue of Life.